# St. Peter und Paul (Obermumpf)

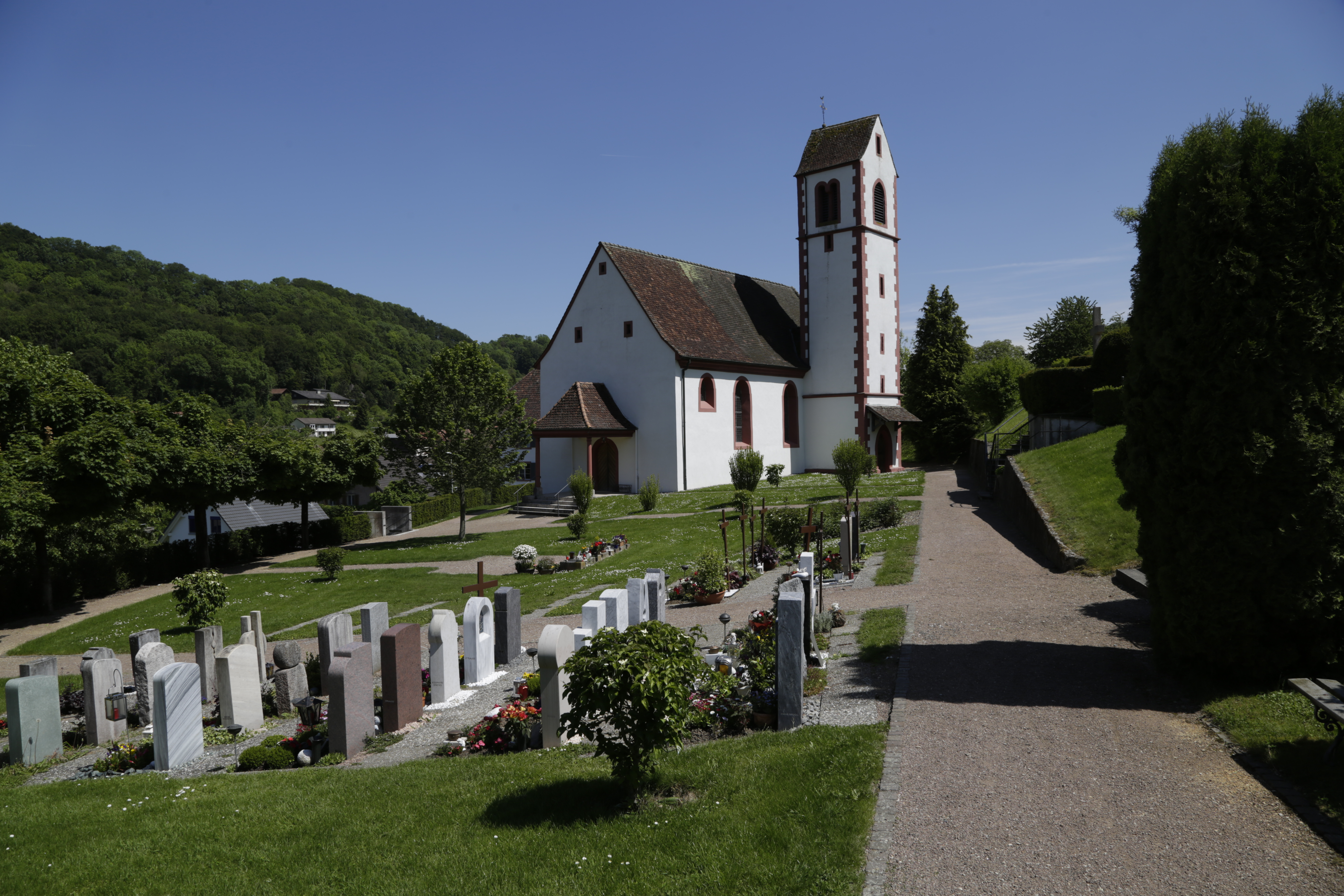
Kirche St. Peter und Paul

Die Kirche St. Peter und Paul ist ein christkatholisches Kirchengebäude in Obermumpf im Kanton Aargau. Sie steht am südlichen Dorfrand neben dem christkatholischen Pfarrhaus. Das den Aposteln Peter und Paul geweihte spätbarocke Bauwerk entstand 1738 als römisch-katholische Pfarrkirche und ging 1898 infolge des Kulturkampfs an die Christkatholiken über.

## Geschichte
Im 10. oder 11. Jahrhundert entstand die Kirche als Gründung des Stiftes Säckingen. Nach Grabungen im Jahr 1956 vermutete man, dass Teile der Grundmauern von einem römischen Gutshof stammen. Weitere Grabungen von 1993 widerlegten jedoch diese Theorie. Vermutlich handelte es sich wie in Mumpf und Stein um eine säckingische Eigenkirche. Ihre erste urkundliche Erwähnung erfolgte im Jahr 1302. Bis zum Bau des Pfarrhauses Ende des 15. Jahrhunderts lebten die Pfarrherren in Säckingen. 1803 ging die Kollatur an den Kanton Aargau über. Als Folge des Kulturkampfes kam es zu einer Spaltung der Kirchgemeinde und die Christkatholiken übernahmen die Pfarrkirche. Die Römisch-Katholiken errichteten 1893 eine Notkirche, die 1962 einem modernen Neubau wich.
Ältester erhalten gebliebener Teil ist der 1494 errichtete Kirchturm. Damals ersetzte man auch die Vorhalle und einen Teil des mittelalterlichen Kirchenschiffs. Da sich die Kirche in den 1730er Jahren in einem baufälligen Zustand befand, wurde sie neu errichtet, wobei man den Turm stehen liess und die Anlage wegen Platzmangels um 90 Grad nach Südosten drehte. Die Grundsteinlegung erfolgte am 20. Mai 1738. Als ausführender Baumeister wird Caspar Stiller aus Säckingen vermutet. 1750 nahm der Bischof von Basel die Kirchweihe vor, die Vollendung der Ausstattung zog sich bis 1772 hin. 1830 brach man das Beinhaus neben dem Kirchturm ab. 1860 erfolgte eine Innen-, 1869 eine Aussenrenovierung, von 1902 bis 1905 eine Gesamtrenovierung. Zwischen 1966 und 1968 musste der Kirchturm saniert werden. 2002/03 nahm man eine weitere Gesamtrenovierung vor.

## Bauwerk

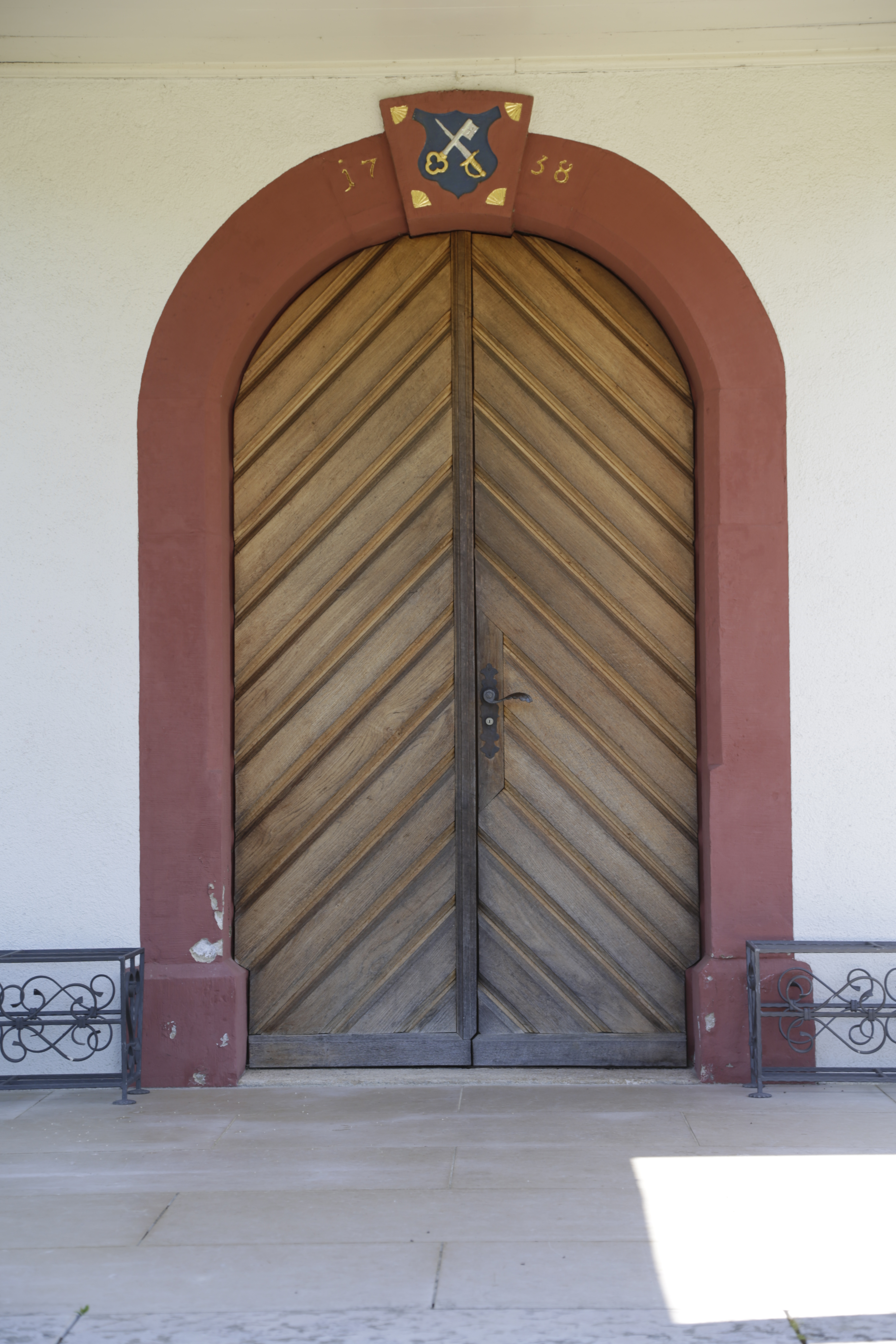
Eingangsportal

Die spätbarocke Saalkirche steht südostwärts gerichtet auf einer Terrasse am Hangfuss des Zuzgerbergs. Kirchenschiff und Altarhaus sind gleich breit und präsentieren sich mit ihren rot gefassten Rundbogenfenstern und dem über dem Chorscheitel abgewalmten Satteldach als geschlossener Baukörper. Der rund 20 Meter hohe Kirchturm an der hangseitigen Flanke des Chors war ursprünglich der Frontturm des Vorgängerbaus. Er wird von zwei Kaffgesimsen horizontal gegliedert und besitzt ebenfalls ein Satteldach. Das Geläut wurde 1967 von der Aarauer Giesserei H. Rüetschi gefertigt, wobei man darin die älteste Glocke von 1673 integrierte. Die an die gegenüberliegende talseitige Flanke angebaute Sakristei ist mit einem kleinen Walmdach versehen.
Der Innenraum besteht aus einem rechteckigen Saal und einem Chor, der durch einen schlichten runden Triumphbogen abgetrennt ist. Über beide Raumteile spannen sich flache Stuckdecken mit Ornamenten im Régence-Stil; die Stuckprofile sind blaugrau, die Flächen altrosa und ockergelb (bis 1760 war alles weiss gestrichen). Die 1772 eingebaute Empore über dem Eingangsbereich ruht auf marmorierten Säulen und ist mit Stuckgirlanden verziert. An der Westwand ist eine marmorierte und sparsam vergoldete hölzerne Kanzel angebracht. Der hölzerne Hochaltar ist als Doppelsäulenretabel gestaltet, ebenfalls marmoriert und mit sparsamer Vergoldung versehen. Das 1749 von F. I. Triendle geschaffene Hauptbild stellt eine Verkündigungsszene dar. Die muschelbekrönten Nischen des Tabernakels enthalten Statuetten der Heiligen Johannes Nepomuk und Franz Xaver.